# Sembung (Banyuputih)
Sembung is een bestuurslaag in het regentschap Batang van de provincie Midden-Java, Indonesië. Sembung telt 3323 inwoners (volkstelling 2010).